# Mavrommatis Palestine Concessions
Mavrommatis Palestine Concessions ist der Name einer Entscheidung des Ständigen Internationalen Gerichtshofs vom 30. August 1924.

## Sachverhalt
Die Behörden des Osmanischen Reichs hatten 1914 mit dem griechischen Unternehmer Mavrommatis einen Konzessionsvertrag über den Bau einer Straßenbahn sowie den Ausbau der Wasser- und Stromversorgung in Jerusalem geschlossen. Die Arbeiten verzögerten sich zunächst wegen des Ersten Weltkrieges. Nach dessen Ende wurde Palästina unter die Verwaltung Großbritanniens gestellt. Die britische Regierung weigerte sich, den Vertrag mit Mavrommatis aufrechtzuerhalten und vergab die Konzession an einen britischen Unternehmer. Artikel neun des XII. Zusatzprotokolls zum Vertrag von Lausanne sah jedoch vor, dass bis 1914 vergebene Konzessionen von Seiten der Nachfolgestaaten (in diesem Fall Palästina und dessen Mandatsregierung) zu beachten seien. Nachdem es zwischen Griechenland und dem Vereinigten Königreich auf dem Verhandlungswege zu keiner Einigung gekommen war, erhob Griechenland zur Wahrung der Rechte seines Staatsangehörigen Mavrommatis Klage beim Ständigen Internationalen Gerichtshof.

## Die Entscheidung
In seiner Entscheidung setzte sich der Gerichtshof allein mit der Frage auseinander, ob er für den Streit zuständig sei. 
Zunächst stellten die Richter fest, dass als Rechtsgrundlage für eine Entscheidung des StIGH Artikel 26 des Mandatsvertrags für Palästina in Betracht komme. Dieser sah vor, dass

„der Mandatsträger damit einverstanden ist, dass Streitigkeiten zwischen ihm und einem anderen Mitgliedsstaat des Völkerbundes über die Auslegung oder Anwendung der Bestimmungen des Mandatsvertrages, sofern der Streit nicht durch Verhandlungen beigelegt werden kann, dem Ständigen Internationalen Gerichtshof übermittelt wird.“

Das Gericht hatte daher zunächst zu prüfen, ob die Voraussetzungen des Artikel 26 des Völkerbundsmandats vorlagen. Im Urteil wurde dazu ausgeführt, dass zwar Ansprüche des Staatsangehörigen Mavrommatis selbst in Streit ständen. Jedoch bestehe im Völkerrecht eine Verpflichtung von Staaten, ihre Staatsangehörigen für den Fall, dass diese durch Handlungen anderer Staaten einen Schaden erlitten hätten, zu schützen. Dieser Verpflichtung sei Griechenland nachgekommen, indem es den Streit übernommen und ihn so zu einer völkerrechtlichen Streitigkeit zwischen den beiden Staaten gemacht habe.
Auch die weitere Voraussetzung des Artikel 26, dass zunächst Verhandlungen zwischen den Parteien stattzufinden haben, sah der Gerichtshof als erfüllt an. Zwar hatte Cecil Hurst als Vertreter der britischen Regierung vorgetragen, dass – lasse man die Verhandlungen zwischen Mavrommatis selbst und der britischen Regierung außer Betracht – zwischen den Regierungen nur sehr bedingt ein Austausch diplomatischer Schriftstücke stattgefunden habe, sodass nicht von Verhandlungen gesprochen werden könne, folgten die Richter dieser Argumentation nicht. Sie betonten, dass das Vorliegen von Verhandlungen eine Frage des Einzelfalles sei und nicht am Umfang der diplomatischen Schriften festgemacht werden könne. So könnten auch ganz kurze Gespräche zwischen Regierungen als Verhandlung im Sinne des Artikel 26 anzusehen sein, wenn diese beispielsweise eine Fortsetzung bereits geführter Gespräche zwischen dem Staatsangehörigen und einer Partei darstellten. Genauso liege der vorliegende Fall. Die bereits von Mavrommatis mit der britischen Regierung geführten Gespräche seien bei der Beurteilung, ob Verhandlungen vorlagen, zu berücksichtigen und die Frage daher zu bejahen.
Im Weiteren setzte sich der StIGH mit der Frage auseinander, inwieweit sich die Streitigkeit um die Auslegung oder Anwendung der Bestimmungen des Mandatsvertrages drehe. Auch diese Frage bejahte der Gerichtshof. Grundlage des Streits sei die Weigerung der britischen Regierung den Konzessionsvertrag von 1914 anzuerkennen. Dieses Verhalten müsse sich am Artikel 11 des Mandatsvertrages messen lassen, der lautete:

„Die Regierung Palästinas ergreift alle Maßnahmen, die zur Förderung der Entwicklung der Gesellschaft und des Landes nötig sind und ist, unter Beachtung der vom Mandatsträger eingegangenen völkerrechtlichen Verpflichtungen, ermächtigt, die Kontrolle über natürliche Ressourcen oder sonstige Arbeiten und die Erstellung von öffentlichen Anlagen sicherzustellen. Es soll eine am Bedürfnis des Landes ausgerichtete Erschließung stattfinden…“

Von diesem Artikel werde die an Mavrommatis erteilte Konzession erfasst, da der Artikel nicht nur Tätigkeiten der palästinensischen Regierung selbst meine, sondern auch solche, die an Private delegiert worden seien. Zu diesem Ergebnis gelangte das Gericht durch Auslegung der Vorschrift. Demnach seien sämtliche völkerrechtlichen Verpflichtungen des Mandatsträgers zu berücksichtigen. Zu diesen zähle auch das XII. Zusatzprotokoll des Lausanner Vertrages, da dieser auch von Großbritannien unterzeichnet worden war. Demnach handle es sich bei der Streitigkeit um eine solche über die Auslegung und Anwendung des Vertrages.
Im Ergebnis bejahte der Gerichtshof damit seine Zuständigkeit für den vorliegenden Fall.

## Quelle
1. ↑  S. 12 des Urteils

- Text des Mandatsvertrages (englisch)
- Volltext des Urteils (PDF, englisch und französisch; 2,09 MB)

## Weiterführende Literatur
- Borchard: The Mavrommatis Concessions Case. In: American Journal of International Law Vol. 19 (1925) ISSN 0002-9300, S. 728.
- Guggenheim: Das Urteil des Weltgerichtshofs betr. Die Mavrommatiskonzessionen in Jerusalem. In: Die Friedenswarte Vol. 25 (1925) ISSN 0340-0255, S. 195